# Constantin Dimitrescu (general)
Constantin Nicolae Dimitrescu (n. 17 septembrie 1879 - d. )  a fost un general român, comandant al Jandarmeriei Române în perioada 12.05.1931-15.02.1934.

## Biografie
A absolvit Școala de ofițeri de infanterie din anul 1899, obținând gradul de sublocotenent. A intrat târziu în Jandarmerie la 23 septembrie 1930 și a fost confirmat definitiv în corp la 25 aprilie 1931.
Cea mai importantă realizare a sa a fost înființarea Școlii de Ofițeri de Jandarmi din București.
În perioada 12 mai 1931 - 15 februarie 1934, generalul de brigadă Constantin Dimitrescu a îndeplinit funcția de comandant al Jandarmeriei Române.
În luna aprilie 1931 a fost delegat funcția de prefect al județului Timiș, după ce timp de două luni ocupase postul de prefect al județului Arad.
Ordinul nr. 291 din 4 martie 1932, semnat de Generalul Dimitrescu N. Constantin, Inspector General al Jandarmeriei, în care printre altele se spune: „Mi s-a adus la cunoștință că jandarmii de la posturi nu mai merg la biserică în zilele de sărbătoare. Prezența lor în biserică este însă un convingător exemplu de credință pe care jandarmii trebuie să-l dea cei dintâi, în toate împrejurările. Deosebit de aceasta, în biserică au ocaziunea să asculte predicile preoților, precum și îndrumările ce aceștia dau sătenilor, însușindu-și și învățămintele moralei creștine și ținând în observație în același timp îndemnurile care pot aduce tulburări în ordinea și liniștea satului. De aceea ordon, ca în viitor jandarmii de la secții și posturi, îmbrăcați în cea mai bună ținută, să se ducă regulat la toate slujbele religioase”.
În luna martie 1932 pe lângă Școala de Jandarmi Oradea a luat ființă "Centrul de dresaj și crescătorie a câinilor de poliție" pentru serviciul Jandarmeriei, din ordinul Domnului General Constantin Dimitrescu - Inspector General al Jandarmeriei.
La 15 septembrie 1932 - La inițiativa generalului de brigadă Constantin Dimitrescu și sub patronajul Regelui Carol al II-lea, a fost inaugurată la București, Școala de Ofițeri a Jandarmeriei.
Ascensiunea i se datorează Regelui Carol al II-lea, cu care a avut o relație specială, datorită fiului său Puiu, unul dintre secretarii regelui.
A avansat până la gradul de general de corp de armată.
La data de 10 ianuarie 1936 a demisionat din armată, în urma unor scandaluri de deturnare de fonduri, în care se pare că a fost direct implicat.
Astăzi, Inspectoratul de Jandarmi Județean Olt poartă numele de "Gl. C.A. Constantin Dimitrescu".